# Músculos aductores de la cadera
Se denomina músculos aductores de la cadera a un grupo de músculos del miembro inferior que producen aducción de la cadera.
Están organizados en tres planos:
- el plano superficial está formado por el músculo pectíneo, el músculo aductor largo y el músculo grácil;
- el plano medio lo constituye el músculo aductor corto;
- el plano profundo lo constituye el músculo aductor mayor.

Son todos, a excepción del músculo grácil, monoarticulares, es decir, atraviesan una única articulación, concretamente la de la cadera, y por lo tanto solo intervienen en ella. El músculo grácil atraviesa las articulaciones de la cadera y la rodilla.

## Acción
Su función principal es llevar la pierna hacia la línea media del cuerpo, es decir, aproximarla. También influyen en la velocidad y cambios de ritmo y dirección, motivo por el cual es frecuente
la inflamación de este grupo muscular en deportes como el fútbol.

## Inervación
Están inervados por el nervio obturador; el aductor largo recibe también inervación del nervio femoral, y el aductor mayor recibe también inervación del nervio ciático.

## Irrigación
Están irrigados por la arteria femoral profunda y sus ramas.